# Tim White-Sobieski
Tim White-Sobieski est un artiste contemporain d'installations et d'art vidéo basé à New York et Berlin. Après des études d'architecture, il se consacre aux arts visuels et au cinéma, ainsi qu'à l'exploration des domaines de la peinture, la sculpture, la photographie, la lumière et la vidéo tout au long de sa carrière. Il commence à exposer à New York dans les années 1990 avec ses Blue Paintings, des peintures visuellement et esthétiquement connectées avec ses photographies et vidéos suivantes, et qui présentent des affinités avec l'abstraction visuelle et l'existentialisme littéraire.

## Biographie
Tim White-Sobieski est né à Varsovie en Pologne en 1961 et a émigré aux États-Unis au début des années 1990. Il a étudié à l'Université de New York et à la Parsons School of Design avant de se lancer dans une carrière d'art.

## Analyse des Projets
White-Sobieski trouve une grande partie de son inspiration dans l'expérience humaine, ainsi que la relation à soi-même et à l'univers. Il utilise souvent des icônes de la littérature américaine pour ses installations, dans lesquelles il est possible d'observer la présence d'écrivains tels que Walt Whitman, John Steinbeck, John Updike, Kurt Vonnegut, J.D. Salinger, William Faulkner et Robert Penn Warren.

### Musique et son
White-Sobieski compose la plupart des bandes sonores de ses films et de ses vidéos, mais il intègre également le travail de ses contemporains tels que Brian Eno, David Byrne, Robert Fripp, Pierre Schaeffer, Pierre Boulez et Steve Reich, ainsi que des maîtres classiques tels que Purcell, Giovanni Battista Pergolesi et Bach.

### Commissions d'art importantes
En 2005, Tim White-Sobieski est choisi par le groupe LVMH / Louis Vuitton à Paris pour la mise en place d'un projet dans leur bâtiment phare sur les Champs-Élysées à Paris. Il travaille à la création d'un mur vidéo programmé de fibre optique de 24 mètres aux côtés des artistes James Turrell et Olafur Eliasson,.
En 2006, Louis Vuitton invite à nouveau Tim White-Sobieski pour participer à une exposition intitulée Icônes (Icones), laquelle a pour sujet une interprétation du logo iconique de la marque. L'évènement inclut d'autres artistes tels que Marc Jacobs, Zaha Hadid, Ugo Rondinone, Sylvie Fleury, Shigeru Ban, Robert Wilson et Andrée Putman.
En 2008, White-Sobieski crée et conçoit un mur vidéo composé de 144 moniteurs LCD verticaux synchronisés pour l'aéroport de Kimpo à Séoul, en Corée.

## Production artistique

### Œuvres

#### Moving Paintings/Moving Drawings (1993 – Present)
En 1995, White-Sobieski commence à travailler sur ses projets de Moving Paintings et Moving Drawings, qui se veulent une série d'expériences en animation d'image fondées en partie sur le jargon de script utilisé dans les applications Macromedia. À cette époque, l'artiste étudie la composition de la musique et devient particulièrement intéressé par l'architecture musicale du silence de John Cage. White-Sobieski a depuis écrit des scripts de programmation sur diverses manières de contrôler le comportement des formes, des couleurs et des paramètres de l'image dans une image vidéo ou une image stable. Certains projets soient toujours en cours, alors que d'autres furent finalisés et exposés. Ceux-ci furent présentés lors des biennales de Prague (2003), Lyon (2003) et Bucarest (2004).

#### Time of Adolescence Series (1998–2006)
Les thèmes de la mémoire génétique et de la guerre furent développés par White-Sobieski dans Confession (2000-2002), Before They Were Beatles (2004) et Queen Mary (2005). Avec Confession, il commença une série de vidéos sur la méditation visuelle, la mémoire et la postulation que "la mémoire est peut-être génétiquement transférée de génération en génération". Confession a une séquence narrative multi-canaux, et examine des caractères littéraires migrants qui se retrouvent aussi dans Closer to Fall, Awakening, Route 17N et The Sound and the Fury. Dans Closer to Fall, produit en 2005, White-Sobieski développe une interprétation des Saisons de la Vie, allant de la jeunesse à l'âge mûr.
En 2007, White-Sobieski complète une série de photographies grand format et une vidéo intitulés Awakening et, en 2008, une expansion du même thème, Route 17 North. Ces vidéos et cette série photographique témoignent de l'influence de la littérature et du cinéma narratif sur l'artiste. Ces images reflètent les aspects surréalistes du fait de grandir et d'entrer dans le monde des adultes, par des représentations symboliques de la peur, du jeu, de la contemplation et de l'isolement qui rapprochent le travail de White-Sobieski à la cinématographie.
En 2009, White-Sobieski termine son court métrage The Sound and the Fury, réalisé d'après la première partie du roman de William Faulkner. La première version du film fut présentée à Barcelone sous le titre de Seventh Heaven (une inspiration du sous-titre de l'œuvre littéraire, "April Seventh, 1928").

#### Terminal Cycle (2000-2005)
Terminal (Terminaux et Aéroports) est une série de vidéos (Terminal by Day, Terminal at Night, Terminal Heart et On the wing) créés entre 2001 et 2004. La musique ambiante de ces vidéos comprend le travail de divers compositeurs dont Brian Eno, Robert Fripp et John Cage. Entre 2004 et 2006, Tim White-Sobieski  crée plusieurs compositions de vidéos abstraites et figuratives, dont entre autres New York City Suite, Vertigo et Desire. L'artiste continue de travailler dans un objectif de synthèse visuelle de la musique, de développement de nouvelles méthodes et algorithmes de génération des couleurs, et d'une création de rythmes et animations basés sur des paramètres sonores; il développe ainsi des idées d'abord explorées dans ses projets de moving paintings.

#### Deconstructed Cities (2005-2014)
Entre 2005 et 2014, White-Sobieski crée une série de films et d'images de paysages urbains déconstruits : (Deconstructed Reality, Deconstructed Cities, (London, 2007), (Katrina, 2008), et New York City Suite). Le premier projet photo-vidéo urbain, New York City Suite, est exposé dans les galeries et musées en 2006. Basé sur des images de nombreuses villes métropolitaines du monde, Deconstructed Reality suivit. Ce projet est en cours et compte inclure des images de Paris, Madrid, Shanghai, Tokyo et autres métropoles mondiales.
Vertigo et New York City Suite furent créés sur la base des principes de composition similaires à ceux des précédents projets "dessins en mouvement" ou moving drawings, où la composition finale du rendu vidéo fut numériquement assemblée à partir de centaines de clips vidéo et d’images numériques. Ces projets furent présentés dans les musées suivants: Malaga Musée des Arts Contemporains de Malaga, Espagne; et ARTIUM Centro-Museo Vasco de Arte Contemporáneo.

#### Nebulas And My Other Galaxies (2008-2011)
Entre 2008 et 2011 l'artiste crée plusieurs projets d'installations de lumière; Nebulae et Light Circles furent exposés en Allemagne, en Angleterre et en Scandinavie. Ces installations comprennent une base de lumières LED, un ordinateur codé et des animations lumineuses infinies. En outre, les projets de lumière en fibre optique Lighthouse et Cold Forest sont incorporés de compositions en acier inoxydable. Les projets Light Circles (2008) et Garden of Stones (2009) furent basés sur la technologie Seamless Multi-Channel HD Video (© Tim White-Sobieski). Les deux installations intègrent des projections vidéo à 16 canaux, une source vidéo synchronisée haute définition, de l'aluminium et des sculptures en acier inoxydable, de la fibre optique, et un programme de lumière synchronisé avec la vidéo. Ce projet fut présenté à Galería Maior - Palma, Baleares, Espagne.

#### Actuelles
En août 2015 Tim White-Sobieski termine la production de Waiting For Godot – Waiting For God, un long métrage et projet de photographie pleine longueur en hommage à Samuel Beckett. Le projet comprend une installation vidéo synchronisée à 4 canaux pour une exposition de musée avec trame sonore par l'artiste et musique de Henry Purcell et Giovanni Battista Pergolesi. Cien Años de Soledad (Cent ans de Solitude), d'après le roman de Gabriel García Márquez, est actuellement en production et est destiné à être présenté comme une série de 12 courts métrages en 2016.

### Expositions (sélection)
En Europe, les œuvres de White-Sobieski sont exposées dans plusieurs musées dont le Vejle Kunstmuseum, Vejle, Denmark; CAC Centro de Arte Contemporáneo Malága, Espagne; Museo Centro de Arte de Salamanca, Domus Artium, Espagne. En outre, il a été exposé au Akademie der Künste, Berlin, Allemagne; Palais de Tokyo, Paris, France; Haus der Kulturen der Welt, Berlin, Allemagne; Museo Nacional Centro de Arte Reina Sofía, Madrid, Espagne; Stenersen Museum, Oslo, Norvège; Prague National Gallery, Prague, République tchèque; Musée National d'Art Contemporain (MNAC), Bucarest, Roumanie.

### Collections
Aena Fundation - FUNDACIÓN AENA Madrid, Espagne ; CITI Bank Collection, New York, New York; Collection of Akademie der Künste, Berlin, Allemagne; Collezione Foundation LA GAIA, Busca, l'Italie; Denver Museum of Contemporary Art, Denver, CO, États-Unis; Fundación Rac (Rosón Arte Contemporáneo), Pontevedra, Espagne; ING Art Collection (Brussels-Amsterdam-London-New York); L’Oreal Collection, Paris, France; Fondation Louis Vuitton, Paris, France; Museo de Bellas Artes de Santander, SANTANDER, Espagne; Museo Nacional Centro de Arte Reina Sofía (MNCARS), Madrid, Espagne; Centro Galego de Arte Contemporanea, Musée National d'Art Contemporain CGAC, Santiago de Compostela, Espagne;  Musée National d'Art Contemporain Elgiz, Istanbul, Turquie; Museum of Contemporary Art GAM, Torino, Italy; Musée de la photographie contemporaine, Chicago, IL, États-Unis; New York Public Library Print Collection, New York, New York; The Miriam and Ira D. Wallach Division of Art, Prints and Photographs, New York, New York; et la Collection UBS d'Art Contemporain, Basel, Suisse.